# Политичко насиље
Политичко насиље је насиље које је коришћено за постизање политичких циљева. Може садржити насиље које се користи од стране државе против осталих држава (рат), насиље које држава користи против грађана и недржавних актера (присилни нестанак, психолошко ратовање, полицијска бруталност, циљано убијање, тортура, етничко чишћење, или геноцид), и насиље које користе насилни недржавни актери против државе и грађане (киднаповање, атентат, терористички напади, тортура, психолошко и(ли) герилско ратовање). Може такође описивати политички мотивисано насиље које користе насилни недржавни актери против државе (устанак, неред, издаја, или државни удар) или може описивати насиље које се користи против осталих недржавних актера и(ли) грађана. Неакција од стране владе може такође бити окарактеризована као врста политичког насиља, као што је одбијање ублажавања глада или одбијање давање ресурси политички препознатљивим групама унутар њиховој територији.
Због неравномерне моћи које постоје између државних и недржавних актера, политичко насиље углавном узима врсту асиметричног ратовања где ниједна страна није у могућности да директно нападне другу, и зато мора се ослободи на тактике као што су герилско ратова и тероризам. Може често укључити нападе на цивилне или на други начин неборбене мете. Људи могу бити колективно циљани засновано на перцепцију да су део социјалне, етничке, верске, или политичке групе; или селективно, циљати специфичне особе због акције које су посматране као изазивати некога или помозити противнику.
Многе политички мотивисане екстремистичке и(ли) фундаменталистичке групе и особе су убеђени да државе и политички системи у којем живе никад неће одговарати њиховим захтевима, и тако верују да је једини начин да се сруши и(ли) преобликује влада или држава према њиховим политичким и(ли) верским погледом на свету је кроз насилним путем, који они сматрају не само оправданим већ и потребним за постизање њихових политичких и(ли) верских објектива. Слично, многе владе широм света верују да морају да користе насиље како би застрашиле своје становништво и натерале становништво да пристаје. У другим временима, владе користе силу за заштиту своје земље од спољашњих инвазија или остале претње силе.